# Gottfrieding
Gottfrieding este o comună aflată în districtul Dingolfing-Landau, landul Bavaria, Germania.